# Podosphaera plantaginis
Podosphaera plantaginis — вид грибів родини борошнисторосяних грибів (Erysiphaceae)..

## Опис

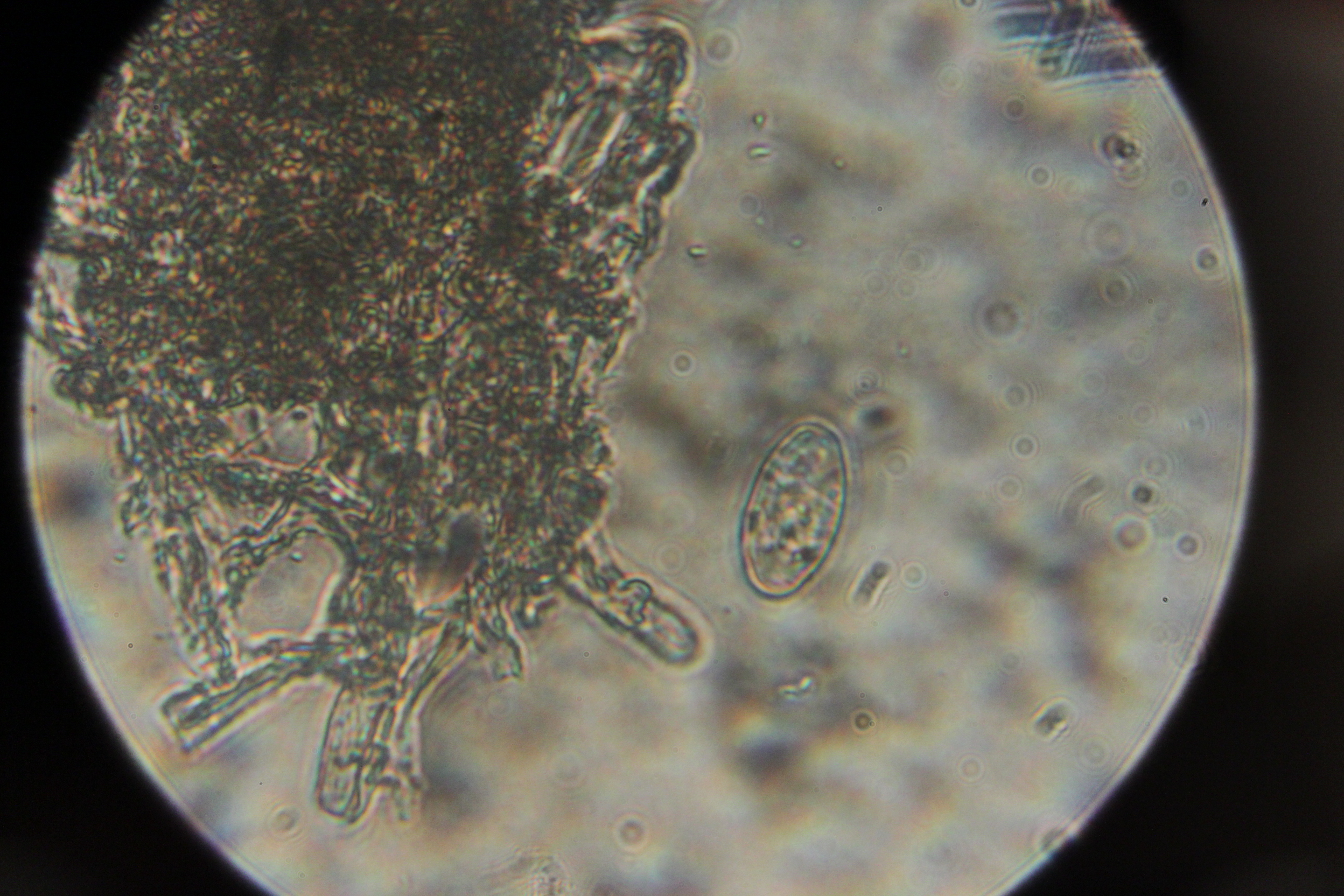
Грибок під мікроскопом

Мікроскопічний гриб, паразит подорожника (Plantago). Збудник борошнистої роси роси в рослини-господаря, яка характеризується утворенням на уражених листках рослин грибниці у вигляді білого або сіруватого борошнистого нальоту.

## Поширення
Вид поширений в Європі, Азії (Центральна Азія, Сибір, Далекий Схід) та Північній Америці (США).

## Біологія
В Україні найбільше шкодить Plantago lanceolata. Перші ознаки ураження на рослині з'являються у кінці червня. На листках подорожника з'являється білий наліт, зовні схожий на борошняний пил. Під час вегетаційного періоду, влітку, збудник хвороби починає з’являтися на листі рослини, нагадуючи борошнистий пил. Гриб отримує поживні речовини від рослини, проникаючи своїми гаусторіями до клітин епідермісу. Використовуючи запаси поживних речовин рослини, грибок знижує фотосинтетичну ефективність господаря, гальмує ріст і знижує врожайність, а в поєднанні з іншими екологічними стресорами може спричинити загибель рослини-господаря. Взимку грибниця гине, зимує лише міцелій.